# Spheciospongia robusta
Spheciospongia robusta är en svampdjursart som först beskrevs av Carter 1886.  Spheciospongia robusta ingår i släktet Spheciospongia och familjen borrsvampar. Inga underarter finns listade i Catalogue of Life.